# Wilhelm Müller (Ingenieur)
Wilhelm Johannes Müller (* 10. Dezember 1882 in Miesenheim; †  17. Februar 1956 in Aachen) war ein deutscher Eisenbahningenieur und Rektor der RWTH Aachen.

## Leben und Wirken
Der Sohn eines Landwirtes studierte nach seinem Abitur im Jahre 1903 Bauingenieurwesen an den Technischen Hochschulen Karlsruhe und Danzig und schloss dieses Studium 1909 mit seiner Prüfung zum Diplomingenieur ab. Anschließend sammelte er zwischen 1910 und 1921 als Regierungsbaumeister in den Städten Kattowitz, Halle (Saale) und Mainz praktische Erfahrung im Bau und Betrieb von Eisenbahnen. Daneben schrieb er sich an der Technischen Hochschule Darmstadt ein, erlangte dort im Jahr 1918 mit seiner Arbeit über "Neue zeichnerische Methoden zur genauen Erdmassenermittlung bei Eisenbahn- und Straßenbauten als Ergebnis einer Fehleruntersuchung der üblichen Weise der Berechnung" seine Promotion zum Dr.-Ing. und habilitierte sich nur zwei Jahre später an gleicher Stelle. Anschließend war Müller von 1921 bis 1924 als Regierungsbaurat bei der Bauabteilung im Preußischen Ministerium der öffentlichen Arbeiten, dem späteren Reichsverkehrsministerium, tätig. Im gleichen Zeitraum folgte 1922 an der Technischen Hochschule Berlin seine Umhabilitation, und er wurde dort anschließend zusätzlich auch als Privatdozent übernommen. 
Am 1. April 1924 folgte Müller einen Ruf an die Technische Hochschule Dresden, wo er bis 1933 als ordentlicher Professor blieb, bevor er danach wieder zurück an die TH Berlin ging, wo er in den schwierigen Zeiten während des Dritten Reiches und des Zweiten Weltkrieges in gleicher Funktion tätig war. Schließlich wechselte er im Jahr 1946 an die RWTH Aachen, wo er in den Aufbaujahren der TH nach dem Krieg das Ordinariat für Eisenbahnwesen übernahm. Hier blieb Müller bis zu seiner Emeritierung im Jahr 1953, bekleidete dabei ab 1947 den Posten des Dekans der Fakultät für Bauingenieurwesen und leitete darüber hinaus die Hochschule von 1948 bis 1950 als deren Rektor. 
Während seiner Forschungsjahre spezialisierte sich Müller vor allem darauf, die Zusammenhänge zwischen Raum und Zeit im Eisenbahntransport mit den damals verfügbaren physikalischen und mathematischen Mitteln zu erkennen und diese mit neuen graphischen Darstellungen zu durchleuchten. So gelang es ihm mit einem so genannten „Zeitwinkel“ den Zusammenhang zwischen den ortsfesten Anlagen der Fahrbahn und den darauf befindlichen Fahrzeugen abhängig von den Leistungskurven der jeweiligen Antriebsmaschinen und der zu transportierenden Erdmassen darzustellen. Diese Erkenntnisse flossen bei den Überlegungen zu den betrieblichen und wirtschaftlichen Gestaltungen der technischen Verkehrsanlagen wie beispielsweise in  Verschiebebahnhöfen und im Rangierdienst und damit einhergehend bei der Gestaltung der Ablaufberge in Flachbahnhöfen oder der Abrollanlagen in Gefällebahnhöfen ein. Mit diesen Analysen konnte er sowohl im Reise- wie auch im Güterverkehr die Wirtschaftlichkeit der Systeme erheblich steigern.
Ein weiterer Schwerpunkt seiner Forschungs- und Lehrtätigkeit war die Entwicklung einer systematischen Fahrdynamik der Verkehrsmittel, welche er in seinem vom Verein mitteleuropäischer Eisenbahnverwaltungen (VMEV) preisgekrönten zweibändigen Hauptwerk: "Fahrdynamik" niederschrieb. Hierin fasste er die beiden Hauptbereiche des technischen Eisenbahnwesens, die festen Anlagen sowie die Bewegung der Schienenfahrzeuge zu einem Gesamtsystem zusammen. Zahlreiche Publikationen runden das Bild eines überaus engagierten und kompetenten Wissenschaftlers ab.
Darüber hinaus gehörte Müller noch während seiner letzten Dienstjahre zusammen mit den Professoren Franz Krauß und Peter Mennicken sowohl zu den seitens der Hochschule im Jahr 1949 beteiligten Mitbegründern der "Gesellschaft zur Verleihung des Internationalen Karlspreises der Stadt Aachen" als auch zu den Mitunterzeichnern der hierzu verfassten Proklamation von Weihnachten 1949 und somit ebenfalls zu den Mitgliedern des ersten Karlspreisdirektoriums.

## Ehrungen

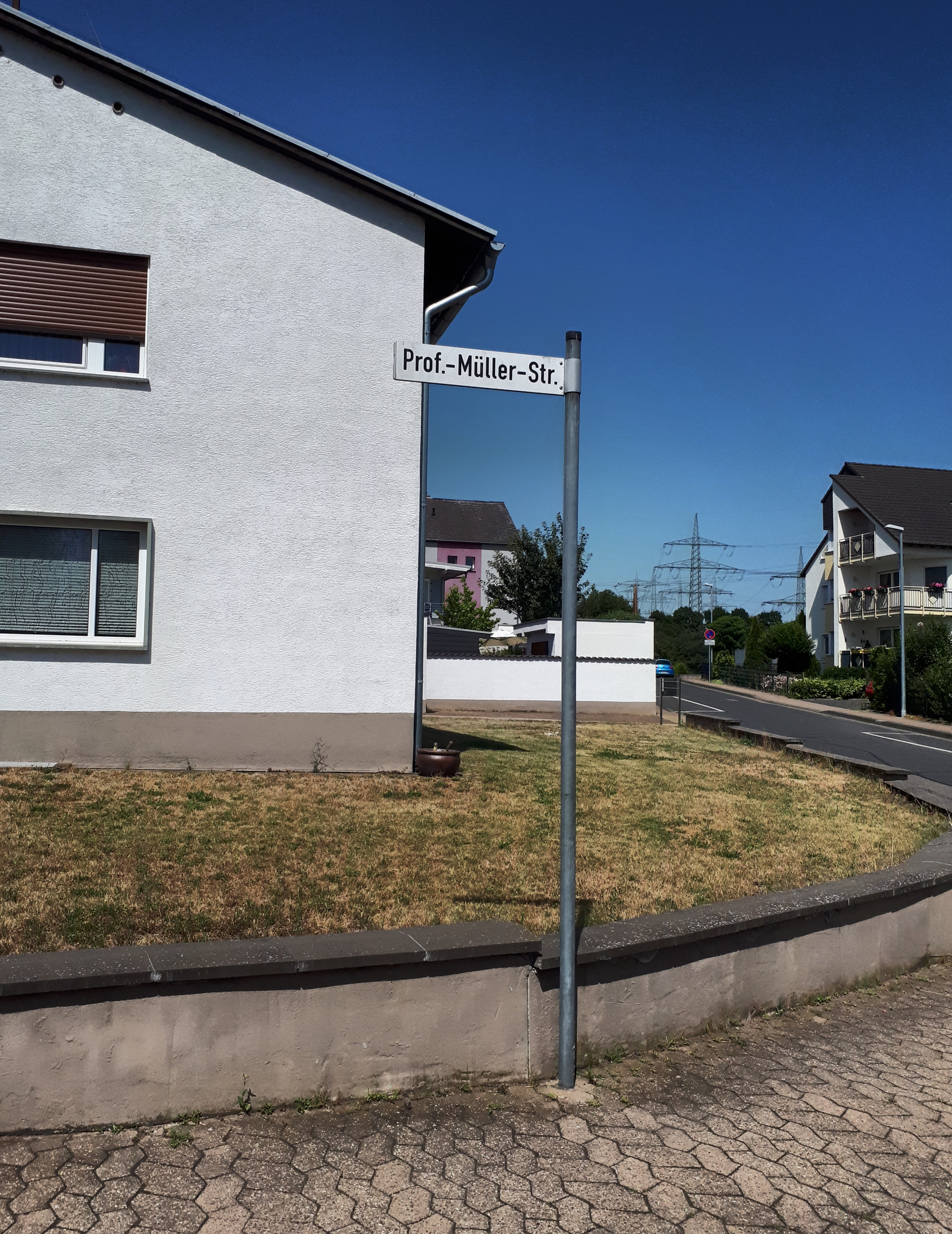
Andernach Miesenhein Prof.-Müller-Straße

- 1951: Ehrendoktortitel der TH Darmstadt
- 1953: Bundesverdienstkreuz (Steckkreuz)
- Im Andernacher Stadtteil Miesenheim ist die Professor-Müller-Straße nach ihm benannt.

## Schriften
- Ein einheitliches zeichnerisches Verfahren zur Ermittelung der Fahrzeiten, der Zugförderungsarbeit, sowie des Kohlen- und Stromverbrauchs; (Habilitationsarbeit), Mainz : Prickarts, 1920
- Zur Berechnung von Ablaufanlagen in Verschiebebahnhöfen; Müller/Wenzel Berlin : G. Hackebeil, 1922
- Dynamik; Berlin : de Gruyter & Co.; Bd. 1.: Dynamik der Einzelkörpers 1925;  Bd. 2.: Dynamik von Körpersystem; 1925
- Neuere Methoden für die Betriebsuntersuchung der Bahnanlagen, 1935
- Die Fahrdynamik der Verkehrsmittel; Berlin : J. Springer, 1940
- Massenermittlung, Massenverteilung und Kosten der Erdarbeiten; Berlin: Ernst & Sohn, 1942, 2. vollständig neubearbeitete Aufl.
- Erdbau, Linienführung, Gestaltung und Erdarbeiten der Verkehrswege, 1948
- Eisenbahnanlagen und Fahrdynamik; Berlin : Springer;  Bd. 1.: Bahnhöfe und Fahrdynamik der Zugbildung 1950; Bd. 2.: Bahnlinie und Fahrdynamik der Zugförderung; 1953
- Erdbau und Eisenbahnwesen; in: Taschenbuch für Bauingenieure (Hrsg.: Ferdinand Schleicher), 1955
- ca. 120 Aufsätze in: Verkehrstechnische Woche, Organ für die Fortschritte des Eisenbahnwesens